# 聖馬力諾河
聖馬力諾河是歐洲的河流，位於意大利半島，流經意大利佩薩羅-烏爾比諾省、里米尼省和聖馬力諾，屬於馬雷基亞河的支流，河道全長8.7公里。